# Phyllidiidae
Phyllidiidae är en familj av snäckor. Phyllidiidae ingår i ordningen nakensnäckor, klassen snäckor, fylumet blötdjur och riket djur. Enligt Catalogue of Life omfattar familjen Phyllidiidae 5 arter.
Kladogram enligt Catalogue of Life:
| Phyllidiidae | \| \| Ceratophyllidia \| \| \| \| \| \| Phyllidiella \| \| \| \| \| \| Phyllidiopsis \| \| \| \| |
|              | \| \| Ceratophyllidia \| \| \| \| \| \| Phyllidiella \| \| \| \| \| \| Phyllidiopsis \| \| \| \| |
|              | Ceratophyllidia                                                                                  |
|              |                                                                                                  |
|              | Phyllidiella                                                                                     |
|              |                                                                                                  |
|              | Phyllidiopsis                                                                                    |
|              |                                                                                                  |